# Циммерман, Ли
Ли Ци́ммерман (англ. Leigh Zimmerman; 28 марта 1969, Мадисон, Висконсин, США) — американская актриса, певица и танцовщица.

## Биография
Ли Циммерман родилась 28 марта 1969 года в Мадисоне (штат Висконсин, США). Ли — племянница актёров Джеймса Логана (1928—2001) и Энни Росс.
В 1992—2011 годах Ли сыграла в двадцати фильмах и телесериалах. Дебютной, небольшой, но запоминающейся ролью Циммерман была фотомодель из фильма «Один дома 2» (1992). Также она является певицей и танцовщицей.
С 1990-х годов Ли замужем за актёром Домеником Алленом. У супругов есть дочь — Кэйли Аллен (род. 2000).